# 槭树科
槭树科原为无患子目下的一个科，包括2-4属，约120余种，大部分为乔木，也有部分种类为灌木。单叶对生，无托叶；花单性或两性，排成花序，辐射对称，5－4数；果实为翅果。
槭树科和无患子科亲缘关系较近，《2003被子植物APG II分類法》将槭树科和七叶树科都合并到无患子科中。

## 参考文献

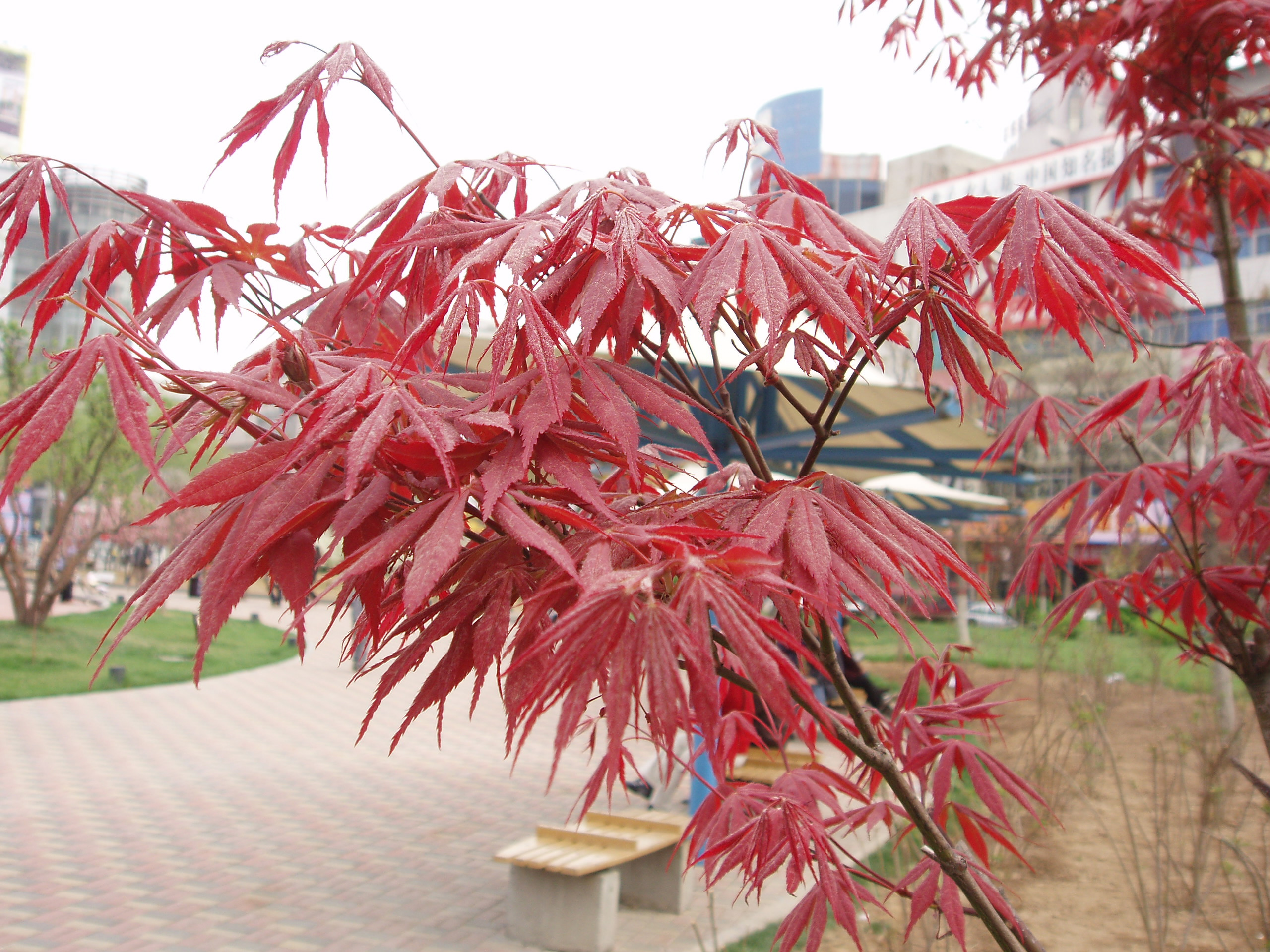
鸡爪槭 (Acer palmatum)
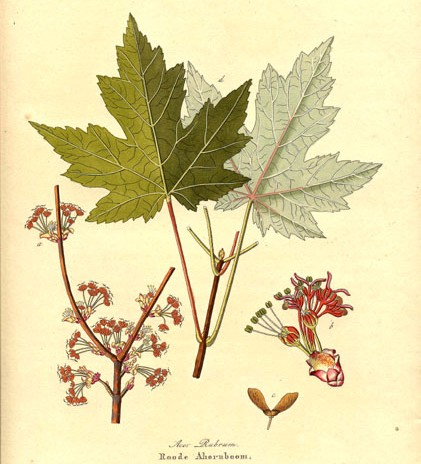
美国红枫（Acer rubrum）